# Samson & Marie 2
Samson & Marie 2 is het tweede cd-album van de televisieserie Samson en Marie. Het album verscheen op 1 oktober 2021. Op het album staan twee nieuwe nummers (IJsjes en Het lachlied) en tien al eerder uitgebrachte nummers van Samson en Gert. Op het album zijn de stemmen van Dirk Bosschaert als Samson en Marie Verhulst als Marie te horen. De teksten zijn van Gert Verhulst, Danny Verbiest, Hans Bourlon, Ivo de Wijs, Johan Vanden Eede en Roland Verlooven.
De uitgave van het album werd op 29 september ingeluid met een spaghettimaaltijd voor 100 kinderen in Plopsaland De Panne.

## Tracklist
| Nr. | Titel                  | Duur |
| --- | ---------------------- | ---- |
| 1.  | Wij gaan beginnen      | 3:01 |
| 2.  | IJsjes                 | 2:52 |
| 3.  | Spaghetti              | 2:55 |
| 4.  | Het lachlied           | 3:09 |
| 5.  | Wij willen voetballen  | 3:37 |
| 6.  | Het spook van de opera | 3:18 |
| 7.  | In het oerwoud         | 3:26 |
| 8.  | Slaapliedje            | 4:00 |
| 9.  | Mexico                 | 3:06 |
| 10. | 10 Miljoen             | 2:52 |
| 11. | Piraten-potpourri      | 5:05 |
| 12. | Vrede op aarde         | 3:30 |